# Allium pevtzovii
Allium pevtzovii är en amaryllisväxtart som beskrevs av Jaroslav Ivanovic Yaroslav Ivanovich Prokhanov. Allium pevtzovii ingår i släktet lökar, och familjen amaryllisväxter. Inga underarter finns listade i Catalogue of Life.